# 阿迪爾·艾爾·阿比和畢拉爾·法拉
阿迪爾·艾爾·阿比（英語：Adil El Arbi，1988年6月30日—）和畢拉爾·法拉（英語：Bilall Fallah，1986年1月4日—）是比利時電影和電視導演。這對組合被統稱為阿迪爾＆畢拉爾，以編導故事電影《Image》（2014年）、《布魯塞爾黑街日記》（2015年）和《黑社會》（2018年）而知名，並執導《絕地戰警》系列第三部電影《絕地戰警FOR LIFE》，由威爾·史密斯和馬汀·勞倫斯主演。

## 職業生涯
阿迪爾·艾爾·阿比和畢拉爾·法拉一起就讀電影學校。他們執導的第一個項目是一部名為《Broders》（2011年）的短片，受到評論家的好評。他們後來的電影《布魯塞爾黑街日記》（2015年）和《Patser》（2018年）也得到積極的回饋。他們執導了電視劇《毒雪紛飛》中的前兩集，分別於2017年7月5日和12日播出，還執導過的音樂MV「When I Grow Up」，其中包括美國說唱歌手。除了執導《絕地戰警FOR LIFE》，兩人還被邀請執導《比佛利山警探4》，這是《比佛利山警探》系列電影的第四部，艾迪·墨菲將在其中重新出演。兩人還為Disney+執導製作《驚奇少女》。2021年5月，宣布兩人將為HBO Max執導一部基於蝙蝠女孩的電影。2022年4月，宣布兩人將不再執導《比佛利山警探4》。2022年8月，在華納兄弟發現公司做出為稅收目的註銷電影的決定後，宣布《蝙蝠女孩》取消發行。據報導，《蝙蝠女》的預算為9000萬美元，是史上製作完成卻沒有上映中預算最高的電影之一。

## 影視作品

### 電影
| 年份 | 標題                 | 職務 | 職務              | 職務         | 備註     |
| 年份 | 標題                 | 導演 | 編劇              | 剪輯         | 備註     |
| ---- | -------------------- | ---- | ----------------- | ------------ | -------- |
| 2011 | 《Broeders》         | 是   | 阿迪爾· 艾爾·阿比 | 否           | 短篇電影 |
| 2014 | 《Image》            | 是   | 是                | 是           |          |
| 2015 | 《布魯塞爾黑街日記》 | 是   | 是                | 是           |          |
| 2016 | 《Patient Zero》     | 否   | 否                | 畢拉爾· 法拉 | 短篇電影 |
| 2017 | 《Hashtag》          | 是   | 是                | 是           | 短篇電影 |
| 2018 | 《黑社會》           | 是   | 是                | 是           |          |
| 2020 | 《絕地戰警FOR LIFE》 | 是   | 否                | 否           |          |
| 2022 | 《嘻哈反叛者》       | 是   | 是                | 否           |          |
| 2022 | 《蝙蝠女孩》         | 是   | 否                | 否           | 取消發行 |
| 2024 | 《》                 | 是   | 否                | 否           |          |

### 電視
| 年份 | 標題         | 職務 | 職務 | 職務        | 備註 |
| 年份 | 標題         | 導演 | 編劇 | 執行 製作人 | 備註 |
| ---- | ------------ | ---- | ---- | ----------- | ---- |
| 2012 | 《Bergica》  | 是   | 是   | 否          |      |
| 2017 | 《毒雪紛飛》 | 是   | 否   | 否          | 2集  |
| 2021 | 《Soil》     | 是   | 否   | 否          | 2集  |
| 2022 | 《驚奇少女》 | 是   | 否   | 是          | 2集  |

## 外部連結
- 阿迪爾·艾爾·阿比在互联网电影资料库（IMDb）上的資料（英文）
- 畢拉爾·法拉在互联网电影资料库（IMDb）上的資料（英文）